# Micronia interrupta
Micronia interrupta är en fjärilsart som beskrevs av Arnold Pagenstecher. Micronia interrupta ingår i släktet Micronia och familjen Uraniidae. Inga underarter finns listade i Catalogue of Life.